# طراح رابط گلید
طراح رابط گِلِید (به انگلیسی: Glade Interface Designer) یک سازندهٔ واسط گرافیکی کاربر برای +GTK است که همچنینی دارای یک سری component برای گنوم است. در نسخهٔ سوم این نرم‌افزار، Glade به صورت مستقل از زبان برنامه‌نویسی عمل می‌کند و کدی برای رویدادها تولید نمی‌کند، در عوض یک فایل XML می‌سازد که در زبان‌های برنامه‌نویسی مختلف از این فایل برای ساختن واسط گرافیکی استفاده می‌شود.
Glade نرم‌افزار آزاد است و تحت اجازه‌نامه عمومی همگانی گنو منتشر می‌شود.

## تاریخچه و سیر توسعه
اولین انتشار Glade در تاریخ ۱۸ آوریل ۱۹۹۸ و نسخهٔ ۰٫۱ بود.
نسخهٔ سوم Glade در ۱۲ اوت ۲۰۰۶ انتشار یافت که به کلی از ابتدا نوشته شده بود.
از تفاوت‌های قابل توجه این نسخه با نسخه‌های قبلی برای کاربران انتهایی، می‌توان به موارد زیر اشاره کرد:
- پشتیبانی از Undo و Redo برای تمام اعمال
- پشتیبانی از باز کردن چندین پروژه در یک لحظه
- حذف قسمت تولید کد
- سیستم راهنمای موضوعی با استفاده از Devhelp